# Frederick Kingsbury
Frederick John Kingsbury –conocido como Fred Kingsbury– (Fredericksburg, 20 de mayo de 1927-Guilford, 7 de octubre de 2011) fue un deportista estadounidense que compitió en remo. Fue hijo del también remreo Howard Kingsbury.
Participó en los Juegos Olímpicos de Londres 1948, obteniendo una medalla de bronce en la prueba de cuatro sin timonel. Una vez retirado, realizó la carrera de la tecnología sonar en New London (Connecticut). 

## Palmarés internacional
| Juegos Olímpicos | Juegos Olímpicos      | Juegos Olímpicos  | Juegos Olímpicos   |
| Año              | Lugar                 | Medalla           | Prueba             |
| ---------------- | --------------------- | ----------------- | ------------------ |
| 1948             | Londres (Reino Unido) | Medalla de bronce | Cuatro sin timonel |